# Marcell von Zoltowski
Marcell von Zóltowski (* 14. März 1812 in Bialcz, Kreis Kosten; † 29. April 1901 in Posen) war ein königlich preußischer Generallandschaftsdirektor und Politiker.

## Leben
Sein Vater Stanislaus von Maluszyn-Zoltkowski (1810–1867) erhielt zu Sanssouci 1844 den Grafentitel zu führen, seine Mutter war Severing von Poninska-Wreschen. Kammerherr Marcell Graf Zoltowski bewirtschaftete ab 1838 seine geerbten Rittergüter Czacz und Białcz, beide Kreis Kosten. Im Jahr 1846 wurde er Landschaftsdirektor und von 1863 bis 1869 Generallandschaftsdirektor der Provinz Posen. 1856 war er auch Mitglied des Provinziallandtags der Provinz Posen.
Politisch betätigte er sich 1848 als Abgeordneter des Linken Centrums Mitglied der Preußischen Nationalversammlung und 1849–1850 war er Mitglied der preußischen Zweiten Kammer. In den Jahren 1859 bis 1861 und 1862 bis 1867 war er Mitglied des preußischen Abgeordnetenhauses in der Polnischen Fraktion. Von 1880 bis 1901 war er schließlich Mitglied des Preußischen Herrenhauses.
Graf Zoltowski war seit 1839 mit Josephine Gräfin Mycielin-Mycielska (1817–1883) liiert, das Ehepaar hatte zwei Kinder, die den Namen von Zoltowski führten. Die Tochter Angela heiratete den Grafen Bonislaus (Lodzia) Poninski. Der Sohn Alfred von Zoltowski gründete mit Sophie Gräfin Krasicka und Siecin eine Familie, hinterließ den Sohn Johann von Zoltowski, mit sechs Enkelkindern, und wiederum seinem Besitztum von gesamt 7200 ha Gutsland.